# Lilltjärnen (Överluleå socken, Norrbotten)
Lilltjärnen är en sjö i Bodens kommun i Norrbotten och ingår i Luleälvens huvudavrinningsområde.